# 韩恩
韩恩，中华人民共和国政治人物。
担任吉林蛟河县保安屯的支部书记。1954年，当选第一届全国人民代表大会代表。1954年9月，他出席第一次会议讨论宪法草案，期间并发言。